# VLT Survey Telescope
El VLT Survey Telescope (VST) és el resultat d'una cooperació entre l'OAC (Observatori Astronòmic de Capodimonte) i l'Observatori Europeu Austral (ESO). Està situat al desert d'Atacama, al nord de Xile, en un edifici immediatament adjacent a les quatre unitats Very Large Telescope (VLT) al cim del Cerro Paranal. El VST és un telescopi amb un camp de visió que duplica el de la lluna plena. És el major telescopi del món dedicat exclusivament a l'observació del cel amb llum visible.

## Informació tècnica

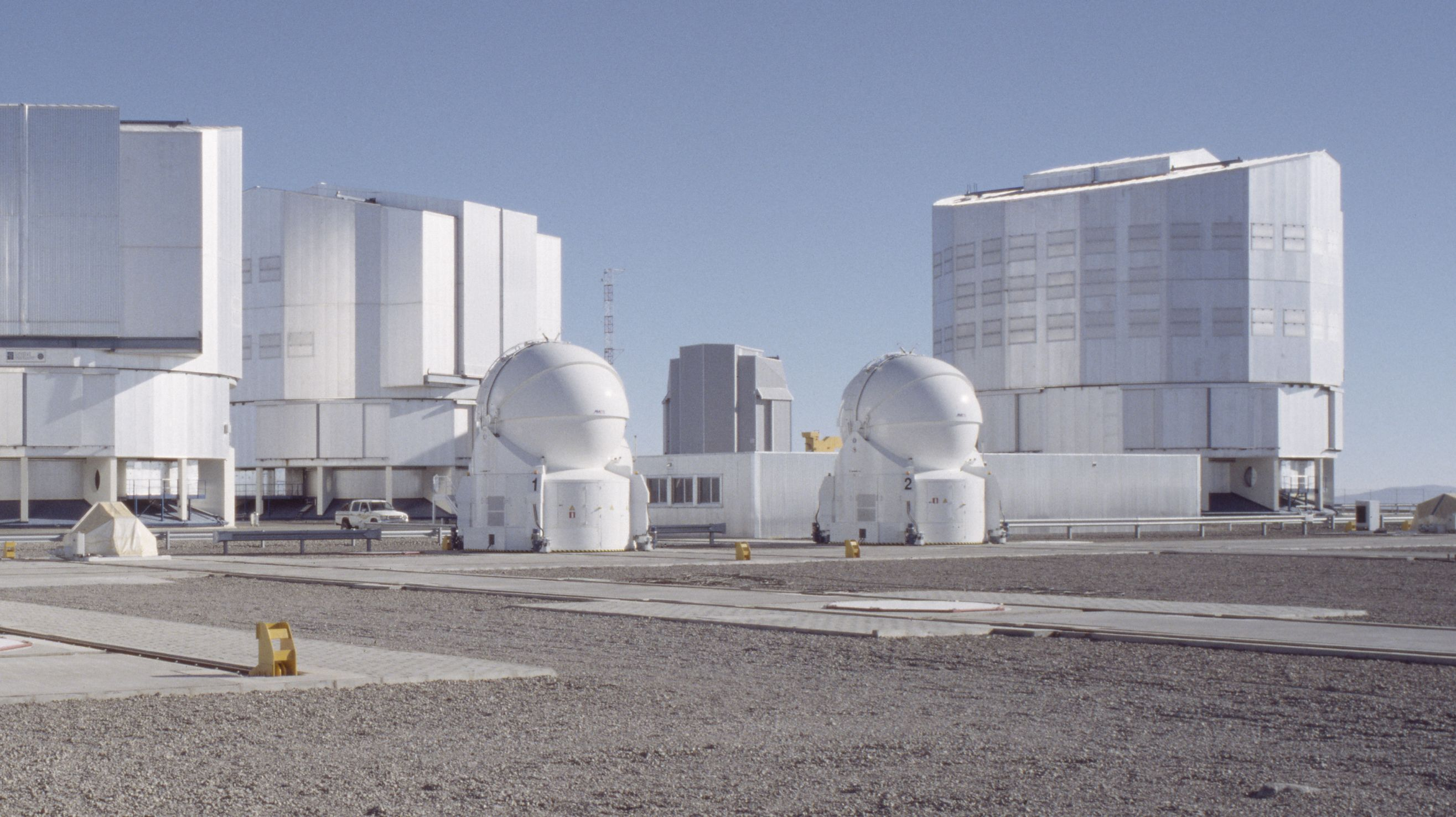
Cúpula del VST entre els telescopis VLT. Es troba al fons entre dos dels telescopis auxiliars.

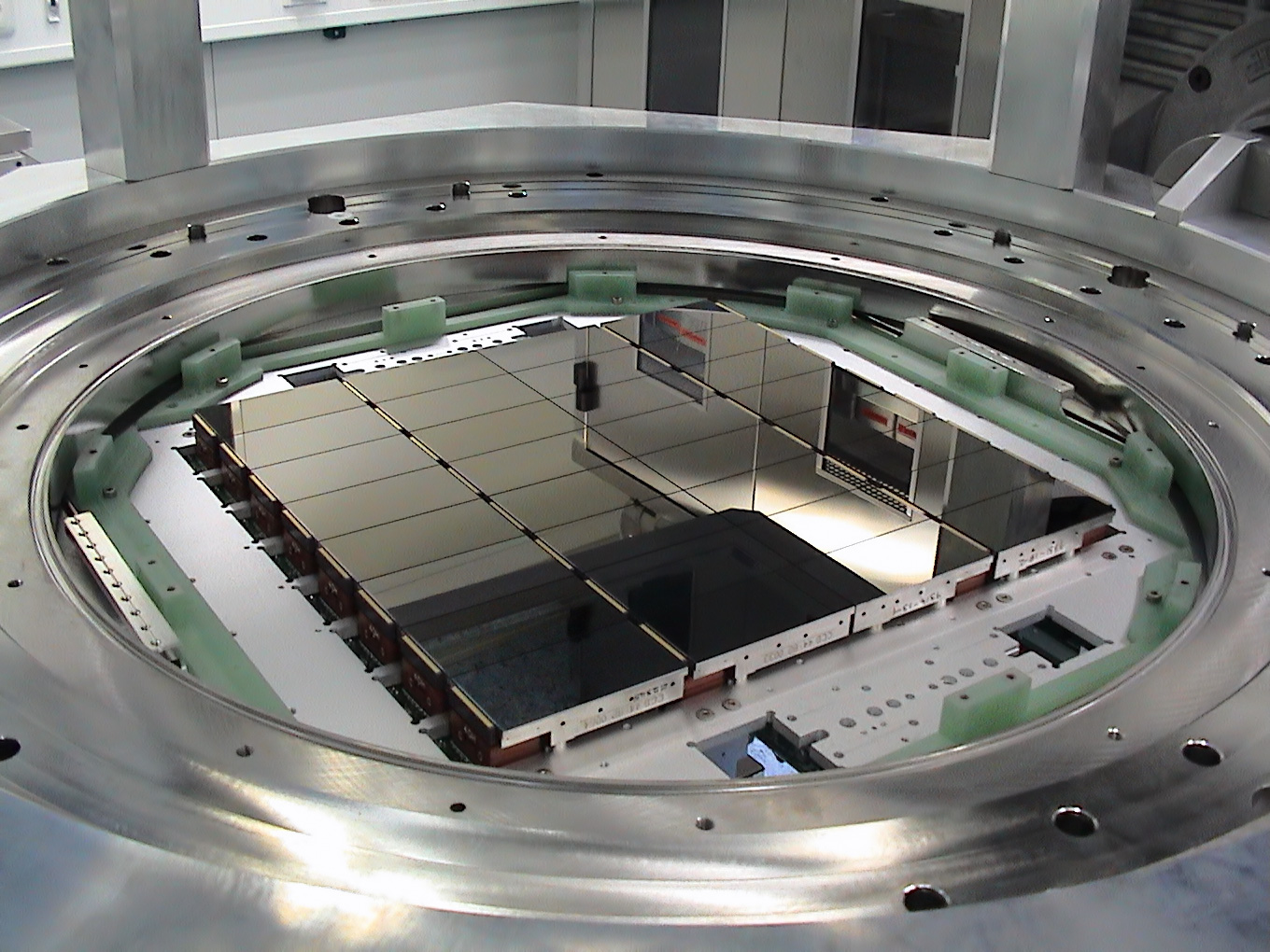
La imatge mostra els 32 detectors CCD de la càmera OmegaCAM que conjuntament crean imatges de 268 megapíxels.

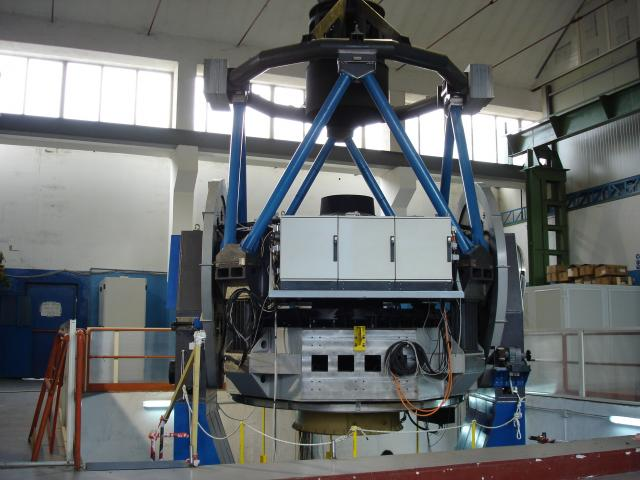
El VST en el lloc d'assemblatge a Itàlia

El VST és un telescopi de camp ampli amb muntura altazimutal i un mirall primari de 2,65 metres de diàmetre que fou construït entre el 2007 i el 2011 a l'ESO, a Xile. Amb un camp de visió d'un quart de grau, té com a rol principal la fotografia de camp ampli per explorar estructures de l'univers a gran escala (visibles des de l'hemisferi sud), és capaç d'identificar els candidats més apropiats per a l'observació amb els VLT. El VST és capaç d'obtenir alta resolució angular juntament amb la seva càmera OmegaCAM (0,216 arcsec/píxel), i pot realitzar observacions en solitari en la part visible de l'espectre.

### Òptica del telescopi
El telescopi té dos miralls, un de primari (M1) i un de secundari més petit (M2), que reflecteix la llum del cel sobre la càmera OmegaCAM camera. Tots dos miralls estan elaborats amb Sitall, un material ceràmic cristal·lí molt resistent a l'expansió tèrmica. El mirall primari del VST és el més gran dels dos, amb un diàmetre de 265 cm i un gruix de 14 cm. El mirall secundari té 93,8 cm i un gruix de 13 cm. Els components òptics originals foren manufacturats a Moscou i foren acceptats el setembre del 2001.

### Càmera OmegaCAM
L'OmegaCAM té un focus Cassegrain que compren un mosaic de 32 2Kx4K CCD (268 megapíxels en total). Ha estat frabricada per un consorci entre els Països Baixos, Alemanya, Itàlia, i l'ESO. Les característiques del disseny de la càmera OmegaCAM inclouen quatre càmeres auxiliars CCD, dues per a autoguia i dues per a l'anàlisi d'imatges en línia. Es poden usar fins a 12 filtres, des de l'ultraviolat a prop de l'infraroig. Tot el sistema detector opera en el buit a uns -140º Celsius darrere d'una gran finestra dewar. Aquesta finestra no tan sols protegeix els detectors de l'aire i la humitat, sinó que també actua com a corrector addicional de la lent.

## Primeres imatges del VLT
La primera imatge del VST va mostrar la nebulosa Omega, una regió de formació d'estels a la constel·lació de Sagitari, amb més detall que mai abans. Gràcies a l'ample camp de visió del telescopi, tota la nebulosa hi és inclosa, fins i tot les zones exteriors menys evidents, tot conservant una nitidesa excel·lent en tota la imatge. Les dades es van processar amb el sistema de programari Astro-WISE, desenvolupat per E. A. Valentijn i els seus col·laboradors.
La segona imatge és una de les millors fotografies del cúmul globular d'Omega Centauri, el cúmul globular més gran. La fotografia presa inclou uns 300.000 estels. Les dades es van processar amb el sistema VST-Tube desenvolupat per A. Grado i els seus col·laboradors a l'Observatori INAF-Capodimonte.

La primera imatge del VST, la Nebulosa Omega.
La segona imatge del VST, del cúmul Omega Centauri.